# Syzygium boulindaense
Syzygium boulindaense är en myrtenväxtart som beskrevs av J.W.Dawson. Syzygium boulindaense ingår i släktet Syzygium och familjen myrtenväxter. Inga underarter finns listade i Catalogue of Life.